# Нехмірув
Нехмірув (пол. Niechmirów) — село в Польщі, у гміні Буженін Серадзького повіту Лодзинського воєводства.
Населення — 339 осіб (2011).
У 1975-1998 роках село належало до Серадзького воєводства.

## Демографія
Демографічна структура станом на 31 березня 2011 року:
|          | Загалом | Допрацездатний вік | Працездатний вік | Постпрацездатний вік |
| -------- | ------- | ------------------ | ---------------- | -------------------- |
| Чоловіки | 184     | 26                 | 133              | 25                   |
| Жінки    | 155     | 30                 | 82               | 43                   |
| Разом    | 339     | 56                 | 215              | 68                   |